# Sounds of the Universe
Sounds of the Universe este al 12-lea album de studio al trupei Depeche Mode. Albumul conține 13 piese. 10 dintre piese sunt scrise de Martin Gore iar trei de David Gahan (Hole to Feed, Come Back și Miles Away/The Truth Is).

## Ediții și conținut

### Ediții originale
CD Standard
1. "In Chains" – 6:53
2. "Hole to Feed" – 3:59
3. "Wrong" – 3:13
4. "Fragile Tension" – 4:09
5. "Little Soul" – 3:31
6. "In Sympathy" – 4:54
7. "Peace" – 4:29
8. "Come Back" – 5:15
9. "Spacewalker" – 1:53
10. "Perfect" – 4:33
11. "Miles Away/The Truth Is" – 4:14
12. "Jezebel" – 4:41
13. "Corrupt" – 5:04 (8:58) 
"Interlude #5"  – 0:42 (în continuarea la Corrupt. Începe la minutul 8:17)

Digital
Conține cele 13 piese plus două bonusuri:
- "Oh Well" (Black Light Odyssey Dub) - 5:02
- "Wrong" (Trentemøller Remix Edit)

Vinil
Conține cele 13 piese împărțite pe două discuri.
Ediție specială CD+DVD
Conține cele 13 piese plus un DVD bonus cu două materiale:
- Sounds of the Universe (A Short Film) – 10:05
- Wrong (Promo Video) – 3:16

### Boxuri promoționale
Include trei CD-uri conținând albumul, piese bonus și remixuri, precum și 14 variante demo ale unor piese din ultimii 20 de ani. De asemenea, include un DVD cu trei filme promoționale, videocliplul primului single, Wrong, și alte patru piese înregistrate în studio.
disc 1 - Sounds of the Universe 	
disc 2 - Bonusuri și remixuri: 
1. "Light" – 4:44
2. "The Sun and the Moon and the Stars" – 4:41
3. "Ghost" – 6:26
4. "Esque" – 2:17
5. "Oh Well" (Gore, Gahan) – 6:02
6. "Corrupt (Efdemin Remix)" – 6:29
7. "In Chains (Minilogue's Earth Remix)" – 7:54
8. "Little Soul (Thomas Fehlmann Flowing Ambient Mix)" – 9:20
9. "Jezebel (SixToes Remix)" – 5:33
10. "Perfect (Electronic Periodic's Dark Drone Mix)" – 5:21
11. "Wrong (Caspa Remix)" – 5:04

disc 3 - Demouri
1. "Little 15" – 4:16
2. "Clean" – 3:42
3. "Sweetest Perfection" – 3:23
4. "Walking in My Shoes" – 3:22
5. "I Feel You" – 4:03
6. "Judas" – 3:25
7. "Surrender"" – 5:00
8. "Only When I Lose Myself" – 5:22
9. "Nothing's Impossible" – 5:02
10. "Corrupt"" – 4:41
11. "Peace"" – 4:33
12. "Jezebel"" – 4:38
13. "Come Back"" – 5:09
14. "In Chains"" – 4:33

DVD
- Making the Universe / Film – 45:23
- Usual Thing, Try and Get the Question in the Answer – 55:12
- Sounds of the Universe (A Short Film) – 10:05
- Wrong (Promo Video) – 3:16
- Studio Sessions:

1. "Corrupt" – 4:08
2. "Little Soul" – 3:52
3. "Stories of Old" – 3:24
4. "Come Back" – 6:05

- Audio: Sounds of the Universe plus bonus tracks in 5.1 surround sound

## Single-uri

### În Marea Britanie
1. "Wrong" (24 februarie 2009)
2. "Peace" (15 iunie 2009)
3. ”Fragile Tension / Hole to Feed” (7 decembrie 2009)

### În SUA
1. "Wrong" (24 februarie 2009)